# Northridge (Comtat de Montgomery)
Northridge és una concentració de població designada pel cens dels Estats Units a l'estat d'Ohio. Segons el cens del 2000 tenia 8.487 habitants.

## Demografia
Segons el cens del 2000, Northridge tenia 8.487 habitants, 3.398 habitatges, i 2.409 famílies. La densitat de població era de 1.443,5 habitants per km².
Dels 3.398 habitatges en un 36,5% hi vivien nens de menys de 18 anys, en un 41,9% hi vivien parelles casades, en un 23% dones solteres, i en un 29,1% no eren unitats familiars. En el 24,2% dels habitatges hi vivien persones soles el 8,5% de les quals corresponia a persones de 65 anys o més que vivien soles. El nombre mitjà de persones vivint en cada habitatge era de 2,5 i el nombre mitjà de persones que vivien en cada família era de 2,93.
Per edats la població es repartia de la següent manera: un 28,1% tenia menys de 18 anys, un 11,5% entre 18 i 24, un 27,6% entre 25 i 44, un 21,4% de 45 a 60 i un 11,4% 65 anys o més.
L'edat mediana era de 33 anys. Per cada 100 dones de 18 o més anys hi havia 85 homes.
La renda mediana per habitatge era de 28.188 $ i la renda mediana per família de 30.730 $. Els homes tenien una renda mediana de 27.500 $ mentre que les dones 21.648 $. La renda per capita de la població era de 14.239 $. Aproximadament el 21,3% de les famílies i el 21,9% de la població estaven per davall del llindar de pobresa.

## Poblacions més properes
El següent diagrama mostra les poblacions més properes.